# IC 521
IC 521 ist eine linsenförmige Galaxie vom Hubble-Typ S0 im Sternbild Wasserschlange südlich des Himmelsäquators. Sie ist schätzungsweise 370 Millionen Lichtjahre von der Milchstraße entfernt.
Das Objekt wurde am 16. März 1893 vom französischen Astronomen Stéphane Javelle entdeckt.